# Drymophloeus oliviformis
Drymophloeus oliviformis là loài thực vật có hoa thuộc họ Arecaceae. Loài này được (Giseke) Mart. mô tả khoa học đầu tiên năm 1849.